# Borșcivka, Kostopil
Borșcivka (în ucraineană Борщівка) este un sat în comuna Mala Liubașa din raionul Kostopil, regiunea Rivne, Ucraina.

## Demografie
Componența lingvistică a localității Borșcivka
     Ucraineană (100%)
Conform recensământului din 2001, toată populația localității Borșcivka era vorbitoare de ucraineană (100%).